# Timorvliegenvanger
De timorvliegenvanger (Ficedula timorensis) is een zangvogel uit de familie van vliegenvangers (Muscicapidae). Het is een voor uitsterven gevoelige, endemische vogelsoort op Timor (Oost-Timor en de  Indonesische provincie Nusa Tenggara Timur).

## Kenmerken
De vogel is 11 cm lang. Het is een opvallend getekende vliegenvanger met een glanzend zwarte kop en vleugels en een zwarte borstband over een verder witte buik en borst. De mantel is kastanjebruin, de snavel is zwarte en de poten zijn bleek vleeskleurig. Het vrouwtje verschilt weinig van het mannetje, zij is niet glanzend zwart.

## Verspreiding en leefgebied
Deze soort komt voor op het eiland Timor. Het leefgebied bestaat uit dichte ondergroei van tropisch moessonbos tot 1200 m boven zeeniveau dat staat op rotsige kalkhellingen. De vogel foerageert voornamelijk in lage vegetatie, hoogstens twee meter boven de grond.

## Status
De timorvliegenvanger heeft een beperkt verspreidingsgebied en daardoor is de kans op uitsterven aanwezig. De grootte van de populatie is niet gekwantificeerd, maar de populatie-aantallen nemen af door ontbossing waarbij natuurlijk bos wordt omgezet in gebied voor agrarisch gebruik zoals beweiding door vee. Om deze redenen staat deze soort als gevoelig op de Rode Lijst van de IUCN.